# Cocktailglas

Ett cocktailglas eller martiniglas är ett servisglas för servering av drinkar av typen cocktail, såsom dry martini.
Glaset har en konformad kupa, vanligtvis med en volym mellan tio och tjugo centiliter, en lång stjälk och en relativt platt fot. Den långa stjälken motverkar uppvärmning av kylda cocktails, som till skillnad från long drinks ofta serveras utan is.